# Kazimierz I kujawski

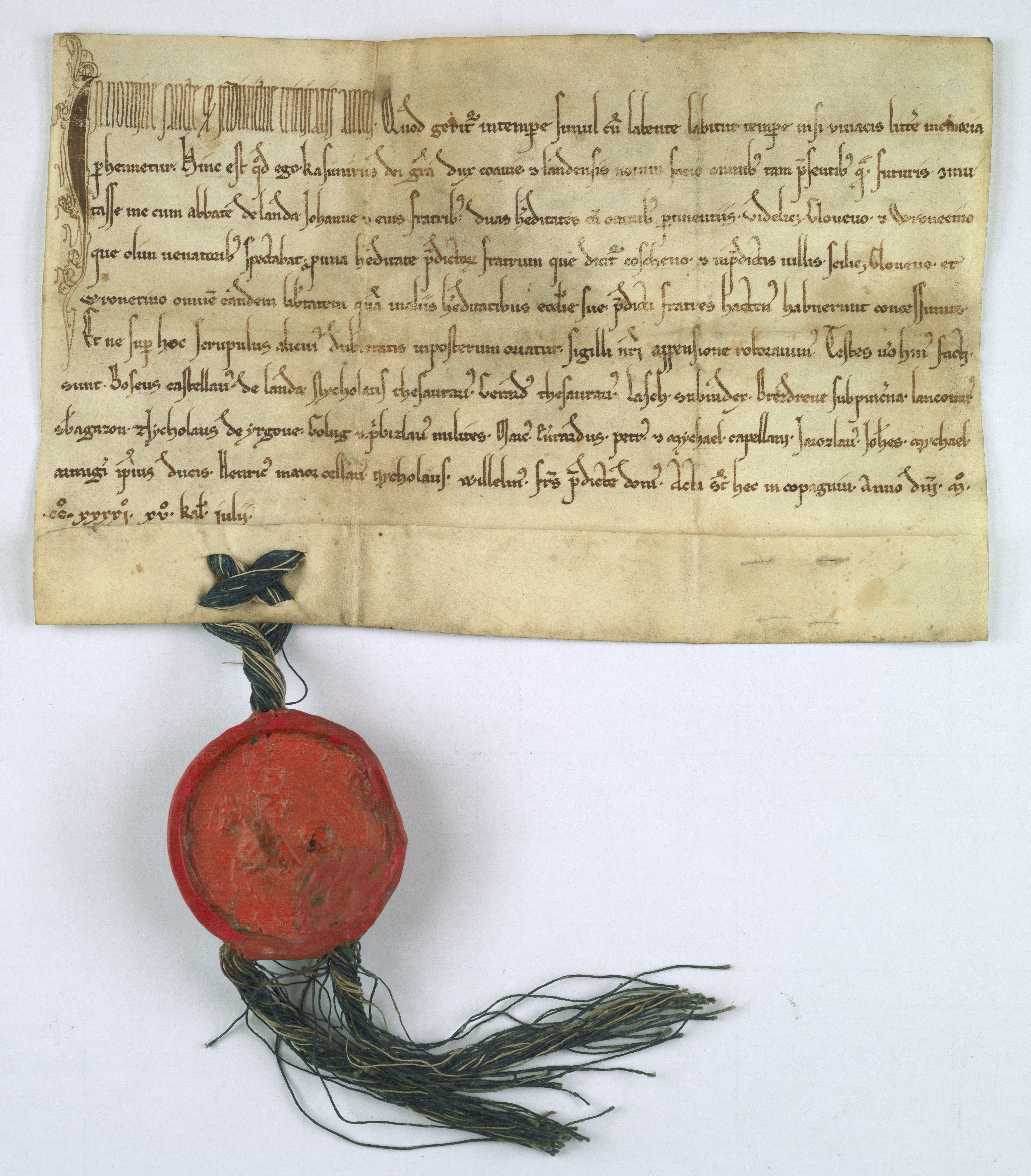
Kazimierz, ks. kujawski daje Janowi opatowi i klasztorowi cystersów w Lądzie wsie Głowiew i Wrąbczyn, kiedyś należące do łowców, biorąc w zamian wieś Koszanów, oraz przyznaje obu wsiom taki immunitet, jakiego udzielił innym wsiom klasztoru, dokument z 17 czerwca 1241 roku

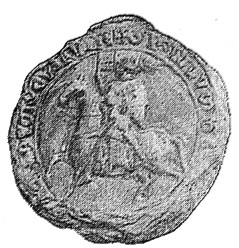
Pieczęć Kazimierza I kujawskiego

Kazimierz I, „Kazimierz Konradowic” zwany kujawskim (ur. ok. 1211, zm. 14 grudnia 1267) – książę kujawski od 1233, w wielkopolskim Lądzie w latach 1239–1261, w Wyszogrodzie od 1242, książę sieradzki w latach 1247–1261, książę łęczycki od 1247, książę dobrzyński 1248.

## Rządy
Dość wcześnie wprowadzony przez ojca w działalność polityczną, własne księstwo – Kujawy (sensu stricto bez ziemi dobrzyńskiej i sieradzko-łęczyckiej) – otrzymał już w latach 1230–1231, czyli jeszcze za życia ojca. Stolicą księstwa został Inowrocław, lokowany przez Kazimierza na prawie magdeburskim prawdopodobnie w roku 1237 lub 1238. Najprawdopodobniej w roku 1237 sprowadził do Inowrocławia franciszkanów, którzy założyli tu trzeci na ziemiach polskich (po Wrocławiu i Krakowie) konwent tego zakonu. 29 czerwca 1238 roku podpisał układ  pokojowy z zakonem krzyżackim we wsi Pyszkowo. W 1239 księstwo Kazimierza zostało powiększone o wydzieloną z Wielkopolski kasztelanię lądzką, otrzymaną z tytułu posagu swojej drugiej żony Konstancji. W latach następnych aktywnie wspierał awanturniczą politykę ojca, co w 1242 przyniosło mu zdobyty na książętach gdańskich Wyszogród (obecnie część Bydgoszczy).
31 sierpnia 1247 zmarł ojciec księcia Konrad I mazowiecki. Na mocy pozostawianego testamentu większość dzierżonego jeszcze obszaru – księstwo sieradzko-łęczyckie – Konrad oddał najmłodszemu synowi Siemowitowi I (Mazowsze Czerskie przypadło najstarszemu Bolesławowi, od 1233 księciu płockiemu). Z zaistniałego wówczas podziału Kazimierz nie był zadowolony i korzystając z zaskoczenia jeszcze w 1247 zaatakował braci (przebywających w Płocku na uroczystościach pogrzebowych ojca), usuwając ostatecznie Siemowita z jego dziedzictwa. Najmłodszy Konradowic znalazł się więc na łasce Bolesława, który Siemowitowi wydzielił ziemię czerską.
Do kolejnej zmiany sytuacji geopolitycznej w tej części Polski doszło już rok później w 1248, kiedy bezpotomnie zmarł Bolesław mazowiecki zostawiając całość swojego księstwa Siemowitowi. Również tym razem Kazimierz, korzystając z zamieszania obecnego zawsze przy przejmowaniu władzy, wydarł mu ziemię dobrzyńską.
W bulli Innocentego IV z 19 maja 1253 papież przyznał księciu Kazimierzowi ziemię que Galens dicitur obejmujące pruską Galindię, co już rok później spowodowało wydanie kolejnego dokumentu wzmiankującego spór na tym tle księcia Kazimierza z krzyżakami. Lata 50. XIII w. upłynęły Kazimierzowi na próbie realizacji projektu pokojowej chrystianizacji bałtyjskich Jaćwingów, do której bazą wypadową miała być posiadana przez niego część ziemi lubawskiej. Polityka księcia spotkała się z oporem sprowadzonych w 1226 przez Konrada mazowieckiego krzyżaków. Do zatargu z Zakonem doszło jednak przede wszystkim z powodu próby zmonopolizowania przez toruńskiego komtura, wspieranego przez mieszczan, handlu na Wiśle. Do ugody doszło 28 grudnia 1254 roku, ale do unormowania stosunków z krzyżakami doprowadziła dopiero umowa z 12 lutego 1263 roku, w której znalazły się postanowienia dotyczące handlu.
Tymczasem nad władztwem Kazimierza zaczęły zbierać się czarne chmury. W 1258 książę wielkopolski Bolesław Pobożny, sprzymierzony z księciem zachodniopomorskim Warcisławem zaatakował Kujawy, domagając się zwrotu bezprawnie przekazanej jego zdaniem przez Henryka II Pobożnego Kazimierzowi kasztelanii lądzkiej. Wyprawa zakończyła się tylko częściowym sukcesem, wobec czego w roku następnym książę wielkopolski zorganizował szeroką koalicję książąt mającą na celu wymuszenie na Kazimierzu ustępstw. W skład utworzonego antykujawskiego przemierza weszli dodatkowo książę krakowski Bolesław V Wstydliwy, książę mazowiecki Siemowit, oraz książę Roman, syn Daniela halickiego. Wspólna wyprawa koalicjantów zakończyła się pełnym zwycięstwem, wobec czego 29 listopada 1259 Kazimierz został zmuszony prosić o pokój, obiecując oddanie Bolesławowi Pobożnemu spornej kasztelanii.
Realizacja zawartej umowy napotkała jednak spore trudności, wobec czego w 1261 doszło do ponownej wyprawy sprzymierzonych przeciwko księciu kujawskiemu. Korzystając z tego zamieszania, upomniał się o swoją własną dzielnicę najstarszy syn Kazimierza, Leszek Czarny, zagrożony groźbą wydziedziczenia na skutek knowań macochy księcia, Eufrozyny opolskiej. Tak więc ostatecznie Kazimierz w 1261 musiał nie tylko zrezygnować z utraconej w toku wyniszczającej księstwo wojny w latach 1258–1261 kasztelanii lądzkiej, ale został zmuszony wydzielić również synowi księstwo sieradzkie.
Kazimierz I kujawski zmarł 14 grudnia 1267 w Inowrocławiu i pochowany został w katedrze włocławskiej, która następnie została zniszczona podczas najazdu Krzyżaków w 1329.

## Genealogia
Kazimierz I był drugim pod względem starszeństwa synem Konrada I mazowieckiego i Agafii, księżniczki ruskiej z rodu Rurykowiczów, córki księcia wołyńskiego Światosława III.
Był trzykrotnie żonaty. Pierwszą żoną była nieznana bliżej Jadwiga, według przypuszczeń niektórych historyków córka księcia wielkopolskiego Władysława Odonica. Małżeństwo pozostało bezdzietne. Drugą żoną księcia była córka księcia śląskiego Henryka II Pobożnego, Konstancja. Kazimierz w posagu Konstancji otrzymał kasztelanię lądzką, która następnie stała się przyczyną długotrwałego konfliktu z księciem wielkopolskim. Z Konstancją doczekał się dwóch synów – Leszka Czarnego i Siemomysła. Wreszcie trzecie małżeństwo Kazimierz zawarł z księżniczką opolską Eufrozyną. W posagu żony otrzymał wówczas część Wielkopolski, tzw. ziemię rudzką. Z powodu jednak szybkiej akcji księcia Przemysła I posiadłości tej nie zdołał objąć. Z Eufrozyną miał Kazimierz trzech synów: Władysława Łokietka, Kazimierza II i Siemowita, oraz córkę Eufemię, żonę władcy halickiego Jerzego I.
Kazimierz I był również prapradziadkiem Władysława II Jagiełły przez swoją córkę Eufemię oraz prapradziadkiem Jadwigi Andegaweńskiej przez swoją wnuczkę Elżbietę Łokietkównę.

### Drzewo genealogiczne
| 4. Kazimierz II Sprawiedliwy zm. 5 maja 1194 |  |                                                  |  |  |                                    |
|                                              |  | 2. Konrad I mazowiecki zm. 31 sierpnia 1247      |  |  |                                    |
| 5. Helena znojemska zm. między 1202 a 1206   |  |                                                  |  |  |                                    |
|                                              |  |                                                  |  |  | 1. Kazimierz I zm. 14 grudnia 1267 |
| 6. Światosław III Igorowicz zm. 1212         |  |                                                  |  |  |                                    |
|                                              |  | 3. Agafia Światosławówna zm. po 31 sierpnia 1247 |  |  |                                    |
| 7. Jarosława Rurykówna                       |  |                                                  |  |  |                                    |
|                                              |  |                                                  |  |  |                                    |